# Dario Khan
Dario Ivan Khan (Maputo, 24 gennaio 1984) è un calciatore mozambicano, difensore del Costa do Sol.

## Caratteristiche tecniche
È un difensore centrale che può agire anche da terzino sinistro.

## Carriera

### Nazionale
Con la Nazionale mozambicana ha partecipato alla Coppa d'Africa 2010.